# Ad van den Berg (activist)
Adriaan Pieter (Ad) van den Berg (Rotterdam, 18 maart 1944 – 2023) was een Nederlandse veroordeelde pedofiel die pleitte voor acceptatie van seks tussen volwassenen en kinderen. Hij was voorzitter van de vereniging MARTIJN en oprichter van de Partij voor Naastenliefde, Vrijheid en Diversiteit.
Van den Berg kwam op 31 mei 2006 in opspraak nadat hij voor de camera's van de actualiteitenrubriek NOVA uitlegde waar zijn pas opgerichte partij voor stond, en dat hij zelf ook pedofiele gevoelens had. Volgens Van den Berg heerste er in Nederland een taboe op pedofilie dat wordt "doodgezwegen". Hij was van mening dat kinderen zelf kunnen aangeven of ze klaar zijn voor seks.
Van den Berg overleed na een ziekbed op 78-jarige leeftijd.

## Activiteiten
Van den Berg was medeoprichter van de Partij voor Naastenliefde, Vrijheid en Diversiteit, in de volksmond ook wel de pedopartij genoemd. Deze benaming is tot stand gekomen omdat de partij streefde naar het legaliseren van seks vanaf twaalf jaar.
Samen met Marthijn Uittenbogaard en Norbert de Jonge vormde Van den Berg het bestuur van deze partij en fungeerde hij zelf als penningmeester. Al snel kreeg de partij veel media-aandacht en kreeg Van den Berg landelijke bekendheid, die gepaard ging met doodsbedreigingen en oproepen tot het verbieden van zijn partij. In maart 2010 werd de partij ontbonden, waarna hij datzelfde jaar voorzitter werd van Vereniging MARTIJN. In december 2011 zette het bestuur van de vereniging hem af en werd zijn voormalige partijgenoot Marthijn Uittenbogaard zijn opvolger.

## Bedreigingen
Er werden door tegenstanders bedreigingen geuit bij zijn voormalige vakantieadres in de gemeente Westvoorne.

## Veroordelingen
In 1987 is Van den Berg veroordeeld voor ontucht met een elfjarige jongen. Hij kreeg daarvoor een geldboete van 1000 gulden en een maand voorwaardelijke gevangenisstraf. Het actualiteitenprogramma Netwerk hoorde van Van den Berg in oktober 2006 dat hij steeds "zuiver platonische" relaties aangaat met minderjarigen.
In maart 2011 werd bekend dat Van den Berg aangehouden was in verband met het bezit van kinderporno. Op 4 april maakte de vereniging bekend dat Van den Berg sinds 29 maart niet meer gegeten heeft en geen insuline meer heeft gespoten als protest op deze gang van zaken. In een reactie sprak Van den Berg eerder al over een huiszoeking. Hij noemde de gang van zaken discriminatie voor pedofielen en sprak van het verhinderen van onderzoek.
Op 4 oktober 2011 werd tijdens de rechtszaak tegen Van den Berg vier jaar celstraf geëist, waarvan 8 maanden voorwaardelijk met een proeftijd van vijf jaar. Hij zou 150.000 foto's en 7500 video's met kinderporno in bezit gehad hebben, waarvan 12.000 foto's waar hij zelf ook op stond. De officier van justitie noemde de foto's "zeer schokkend". De rechtbank veroordeelde hem op 18 oktober tot drie jaar gevangenisstraf, waarvan zes maanden voorwaardelijk. In hoger beroep werd de dagvaarding gedeeltelijk nietig verklaard omdat de tenlastelegging onvoldoende feitelijk omschreven was. Ook achtte het gerechtshof het bezit van de kinderporno gedurende een kortere periode bewezen dan de rechtbank. De straf werd daarom omgezet in twee jaar cel.
Op 24 november 2011 maakte het OM bekend dat het de civiele rechter om verbod van de vereniging MARTIJN ging vragen. Op 27 juni 2012 heeft de rechtbank MARTIJN verboden en werd de vereniging ook direct ontbonden. Deze beschikking werd op 2 april 2013 in hoger beroep vernietigd, maar de Hoge Raad oordeelde op 18 april 2014 dat de vereniging toch ontbonden moest worden.